# Чирское сельское поселение
Чирское сельское поселение — муниципальное образование в Советском районе Ростовской области. 
Административный центр поселения — посёлок Чирский.

## География
Чирское сельское поселение расположено в северной части Советского района Ростовской области и граничит с севера с сельскими поселениями Советского района, с запада — с поселениями Милютиского района, с востока — с  поселениями Советского и Обливского районов, с юга — с сельскими поселениями Обливского района. 
Рельеф по большей части равнинный. Здесь имеется сеть оврагов и балок. Абсолютные отметки высоты поверхности над уровнем моря колеблются в пределах от 196,2 м до 128,8 м. Общий уклон поверхности наблюдается с юго-восточной части территории поселения. Грунт суглинистый, супесчаник с преобладанием чернозёмных почв и солончаков с почвенно-растительным слоем мощностью 0,2—0,5 м.
Климат умеренно континентальный. Лето жаркое и сухое, зима умеренно-холодная, наступает обычно с середины декабря. Преобладающие направления ветров –восточное и северо-восточное. Среднегодовая норма осадков составляет 310 мм.
Растительность предоставлена степными и полупустынными видами. Степная растительность распространена почти по всей территории муниципального образования. В займищах произрастает луговая растительность. Общая площадь озеленённой территории поселения составляет 0,4 га.
По территории поселения протекает река Чир, которая имеет ширину от 5 до 20 метров и глубину 0,5—2,5 метра. Берега её обрывистые, пойма реки двусторонняя с шириной 0,1—0.2 км.

## Административное устройство
В состав Чирского сельского поселения входят:
- посёлок Чирский;
- хутор Аржановский;
- хутор Варламов;
- посёлок Исток;
- посёлок Красная Дубрава;
- посёлок Малые Озера;
- посёлок Низовой;
- хутор Осиновский;
- хутор Рябухин;
- хутор Усть-Грязновский.

## Население
| \| 2010[3] \| 2012[4] \| 2013[5] \| 2014[6] \| 2015[7] \| 2016[8] \| 2017[9] \| \| -------- \| -------- \| -------- \| ------- \| ------- \| ------- \| ------- \| \| 1548 \| ↘1481 \| ↗1487 \| ↘1469 \| ↘1446 \| ↘1418 \| ↘1392 \| \| 2018[10] \| 2019[11] \| 2020[12] \| 2021[1] \| \| \| \| \| ↘1380 \| ↘1342 \| ↘1338 \| ↘1298 \| \| \| \| 500 1000 1500 2000 2010 2016 2021 |       |       |       |       |       |       |
| 2010 | 2012  | 2013  | 2014  | 2015  | 2016  | 2017  |
| 1548 | ↘1481 | ↗1487 | ↘1469 | ↘1446 | ↘1418 | ↘1392 |
| 2018 | 2019  | 2020  | 2021  |       |       |       |
| ↘1380 | ↘1342 | ↘1338 | ↘1298 |       |       |       |